# Lea von Rom

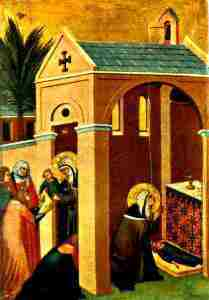
Die heilige Lea

Lea von Rom (* in Rom; † 22. März 384 ebenda) war eine wohlhabende römische Witwe. Sie war weithin als Mutter der Jungfrauen, Schutzheilige der Witwen und Wohltäterin des Kirchenvaters Hieronymus bekannt. 
Lea hatte früh ihren Ehemann verloren und gehörte danach als begüterte Matrone zum Kreis frommer Frauen um den heiligen Hieronymus in Rom. Der Überlieferung zufolge lebte sie ein Leben strenger Buße, trug ein härenes Hemd und verbrachte den größten Teil der Nacht im Gebet. Später leitete sie als Vorsteherin einen Konvent geweihter Jungfrauen. Nach dem Tode Leas um 384 widmete ihr Hieronymus einen Nachruf, von dem sich eine Abschrift in der Vatikanischen Bibliothek befindet. Darin schreibt er: 

„Wer kann die selige Lea preisen, wie sie es verdient? Sie bemalte nicht ihr Gesicht und schmückte ihr Haupt nicht mit glänzenden Perlen. Sie tauschte ihre reiche Kleidung gegen Sackleinen und versagte sich, anderen zu befehlen, um selbst allen anderen zu gehorchen. ... Freudig sah sie ihrer Ankunft im Himmel entgegen, wo sie für die Tugenden, die sie auf Erden übte, reichlich belohnt werden wird.“

Hieronymus vergleicht sie in der Folge mit einem Heiden namens Prätertatus, der im selben Jahr starb, nachdem er zuvor zum Konsul gewählt worden war. 

„Prätertatus wird heute aller seiner Güter, seiner Ehrenstellen beraubt und liegt begraben in den grauenvollen Finsternissen. Lea hingegen, die von der Welt geächtet, und deren Lebensweise als Narrheit angesehen wurde, herrscht nun mit Jesus Christus und ist trunken von jenem Freudenstrom, den Gott seinen Auserwählten verheißt.“

Die Verwendung des Begriffes „selig“ gilt als hinreichender Nachweis der Verehrung der Heiligen in der frühen Kirche. In der christlichen Ikonographie wird die heilige Lea in Witwenkleidung und betend vor einem Kruzifix dargestellt. Ihr Gedenktag in der katholischen Kirche ist der 22. März.